# South Reston
South Reston – wieś w Anglii, w Lincolnshire. W 1961 roku civil parish liczyła 169 mieszkańców.